# Пол Клодел
Пол Луи Шарл Клодел (на френски: Paul Louis Charles Claudel) е френски дипломат, драматург и поет.

## Биография
Роден е на 6 август 1868 г. във Вилньов сюр Фер, Франция, в семейството на Луи-Проспер Клодел, висш провинциален служител. Брат е на скулпторката Камий Клодел.
От 1882 г. живее в Париж. През 1885 г. завършва философия в лицея „Луи льо Гранд“. Там се запознава с Леон Доде и Ромен Ролан. През 1887 – 1888 г. работи в Компиен, от 1889 г. учи право в Училището за политически науки. След дипломирането си през 1890 г. работи в Министерството на външните работи, а от 1893 г. е на задгранична дипломатическа служба. Работи като вицеконсул в Ню Йорк и Бостън, а в периода 1895 – 1909 г. е консул в Китай. През 1905 г. дава обет в бенедиктинския манастир „Сейнт Мартин дьо Лижуж“.
Има дълга любовна връзка с омъжената Розали Веч. На 14 март 1906 г. се жени за Реин Сейнт-Мари Перин и след 3 дни заминават за Китай. Имат 5 деца – Мари, Пиер, Реин, Хенри и Рене.
Изпратен е за консул в Прага (1909), генерален консул във Франкфурт на Майн (1911), консул в Хамбург (1913). Назначен е за пълномощен министър в посолството в Рио де Жанейро, Бразилия (1916), в Копенхаген (1920). Последователно е посланик в Токио, Вашингтон и Белгия. През 1936 г. прекратява дипломатическата си кариера и се установява в замъка Шато Бранже в Изер, който придобива през 1927 г.
Умира на 23 февруари 1955 година в Париж на 86-годишна възраст.

## Творчество
Докато учи в лицея Клодел се увлича от поезията на Артюр Рембо и символистите, и започва да пише. Паралелно с дипломатическата си дейност развива и писателската си кариера. Първата му драма „Tête d’or“ (Златна глава) е публикувана през 1890 г.
Първият му поетичен сборник „Познание на Изтока“ е публикуван през 1896 г. Много от пиесите му са адаптирани за театъра, киното и телевизията.
През 1946 г. е избран за член е на Френската академия. Удостоен е с отличието Голям кръст на Ордена на Почетния легион.

## Признание
В негова чест е наименуван лицеят „Клодел“ в Отава, Канада.

## Произведения

### Драма
- Tête d’or (1890, първи вариант)
- La Jeune Fille Violaine (1892, първи вариант)
- La Ville (1893, първи вариант)
- L'Échange; Tête d’Or (1894, първи вариант)
- La Jeune Fille Violaine (1901, втори вариант)
- Le Repos du septième jour (1901)
- L’Otage (1911)
- L’Annonce faite à Marie (1912)
- L’Ours et la Lune (1917)
- Le Pain dur (1918)
- Les Choéphores d’Eschyle (1919)
- Le Père humilié (1920)
- Les Euménides d’Eschyle (1920)
- Protée (1920, първи вариант)
- Le Soulier de satin (1929)
  - Сатенената пантофка
- Le Livre de Christophe Colomb (1933)
- Jeanne d’Arc au bûcher (1939)
- La Sagesse ou la Parabole du destin (1939)
- L’Histoire de Tobie et de Sara (1942)
- Le Partage de midi (1948)
- Protée (1949, втори вариант)

### Поезия
- Connaissance de l’Est (1896)
- Poèmes de la Sexagésime (1905)
- Processionnal pour saluer le siècle nouveau (1907)
- Cinq grandes Odes (1911)
Пет големи оди, изд.: ИК „Прозорец“, София (2004), прев. Андрей Манолов
- Le Chemin de la Croix (1911)
- La Cantate à trois voix48 (1911 – 1912)
- Corona benignitatis anni dei (1915)
- La Messe là-bas (1919)
- Poèmes de guerre (1914 – 1916) (1922)
- Feuilles de saints (1925)
- Cent phrases pour éventails (1942)
- Visages radieux (1945)
- Accompagnements (1949)

### Екранизации
- 1968 Der Tausch – ТВ филм, по „L'Échange“
- 1970 De boodschap aan Maria – ТВ филм
- 1975 Protée – ТВ филм
- 1976 Christophe Colomb – ТВ филм
- 1977 Partage de midi – ТВ филм
- 1981 Conversations dans le Loir-et-Cher – ТВ филм
- 1982 Le soulier de satin – ТВ филм
- 1982 Le pain dur – ТВ филм
- 1985 Le soulier de satin
- 1991 L'annonce faite à Marie
- 1993 Edwige Feuillère en scène – ТВ филм
- 2006 Tête d'or
- 2007 Jeanne d'Arc au bûcher – ТВ филм
- 2011 Partage de midi – ТВ филм
- 2013 Camille Claudel 1915 – по писмата му